# Jean-Paul Cachera
Jean-Paul Cachera né le 8 décembre 1930 à Boulogne-Billancourt, mort le 25 octobre 1993 à  Meudon, est un chirurgien français, spécialiste de chirurgie thoracique et cardiovasculaire, connu pour avoir réalisé, en 1968, la première transplantation cardiaque réussie en Europe.

## Biographie
Jean-Paul Cachera est né à Boulogne-Billancourt en 1930. Chirurgien des hôpitaux en 1966 d’abord à l’hôpital Broussais, puis au CHU Henri Mondor, il était un spécialiste de chirurgie thoracique et cardiovasculaire. 
Il est connu pour avoir réalisé, en 1968, une des premières transplantations cardiaques en Europe,, quelques mois après celle réalisée par le Professeur Barnard en Afrique du Sud, et quelques jours après celle effectuée par le professeur Cabrol : le 27 avril 1968 pour l'opération menée par le professeur Cabrol à la Pitié à Paris, et 12 mai pour l'opération menée par les professeurs Cachera et Dubost, sur le révérend père Boulogne. Le patient opéré le 27 avril n'ayant survécu que 3 jours, et le révérend père Boulogne ayant survécu 17 mois, l'opération du 12 mai est considérée par certains comme la première transplantation réussie, en Europe,,.
Cette greffe du cœur réussie avait été précédée de plus de deux cents greffes expérimentales chez l'animal et de multiples travaux sur les traitements pré et postopératoires des transplantés. Le professeur Jean-Paul Cachera avait dirigé également quatre mois plus tôt, en janvier 1968, une délégation de chirurgiens français qui s'était rendue au Cap, dans les services du professeur Barnard.
Outre ses travaux expérimentaux sur les transplantations cardiaques, il est aussi connu pour ses recherches novatrices sur les traitements pré- et postopératoires des transplantés, ainsi que sur les cœurs artificiels.
Il a exercé comme praticien hospitalier à l'hôpital Broussais (Paris) et à l'hôpital Henri-Mondor de Créteil (Val-de-Marne) où il a été chef de service.
Dans un article du Monde du 17 décembre 1982, Cachera critique l'intervention de Salt Lake City, l'implantation d'un cœur artificiel : « Quelle que soit la durée finale de l'expérimentation humaine actuellement en cours à Sait Lake City, l'agonie programmée et dûment télévisée d'un homme robot enchaîné à une machine impavide qui le dévore jour après jour ne me semble pas faire assez de bruit de par le monde. Que font les prudes comités d'éthique médicale des États-Unis ? Qu'en pense la combien sourcilleuse Food and Drug Administration ? Le silence général ne recèle pas que de l'approbation, soyons-en sûrs, mais aussi, pour une bonne part, la stupeur gênée devant l'énormité du spectacle surréaliste et de la leçon d'anti médecine donnée au monde entier. ».
Son ouvrage La Maladie coronaire a obtenu la médaille Vermeil du Grand Prix de la Francophonie en 1986.
Il existe une "cour Jean-Paul-Cachera" à Bussy-Saint-Georges (Seine-et-Marne), à côté de la "rue Christiaan  Barnard" et de la "cour Père Damien Boulogne".

## Principales publications

### Ouvrage
- En collaboration avec Martial Bourassa, La Maladie coronaire, Flammarion, 1980. Messieurs Cachera et Bourassa ont obtenu pour ce travail scientifique la "Grande médaille de la Francophonie" délivrée par l'Académie Française en 1986, année de la création de ce prix.

### Article de journaux
- « Prométhée enchaîné... », Le Monde,‎ 17 décembre 1982 (lire en ligne).